# George Hudson (cầu thủ bóng đá)
George Anthony Hudson (sinh ngày 14 tháng 3 năm 1937) ở Manchester, Anh, là một cầu thủ bóng đá người Anh đã giải nghệ thi đấu ở vị trí tiền đạo trung tâm forward ở Football League.
Sau sự nghiệp bóng đá, Hudson làm việc ở xưởng in Daily Mirror tại Manchester.

## Danh hiệu
- Coventry City Hall of Fame[4]